# Kai Gripe
Kai Fredrik Gripe, född 16 september 1918 i Stockholm, död där 24 maj 1992,  var en svensk kirurg. 
Gripe, som var son till civilingenjör Ragnar Gripe och Astrid Schmidt, avlade studentexamen i Stockholm 1937, blev medicine kandidat vid Karolinska Institutet 1940 och medicine licentiat där 1946. Han blev tillförordnad tredje underläkare vid kvinnokliniken på Karolinska sjukhuset 1946, andre underläkare vid kirurgiska avdelningen på Karlskrona lasarett 1947, vid kirurgiska avdelningen på Södersjukhuset 1951, förste underläkare där 1952, biträdande överläkare där 1965 och överläkare där 1981.